# São Timóteo (título cardinalício)
São Timóteo é um título presbiterial instituído em  14 de fevereiro de 2015 pelo Papa Francisco.
O título é referente a igreja de São Timóteo, na zona de Casal Palocco, paróquia inaugurada em 24 de junho de 1968.

## Titulares protetores
- Arlindo Gomes Furtado (desde 2015)